# Lecrae
Lecrae, pseudonimo di Lecrae Moore (Houston, 9 ottobre 1979), è un rapper e produttore discografico statunitense, esponente del christian rap.

## Biografia e carriera
Nato a Houston (Texas), cresce tra Denver e San Diego (California). All'età di 19 anni decide di dedicarsi alla Chiesa e prima canta nel gospel, lavora per il servizio ministeriale e studia la Bibbia. Diventa quindi uno dei più famosi ed importanti esponenti del christian rap.
Nel 2005 realizza il suo album d'esordio, mentre l'anno seguente con l'acclamato After the Music Stops raggiunge il primo posto della Christian Music Trade Association. I primi due dischi sono etichettati dalla Cross Moviment Records.
Dal 2005 è membro del gruppo southern hip hop/christian hip hop chiamato 116 Clique (da pronunciare come one-one-six click), il cui nome è riferito a un verso della Bibbia. Il primo album del gruppo è uscito nel dicembre di quell'anno ed è The Compilation Album. Il gruppo, che fa riferimento ad artisti della Reach Records, include tra gli altri anche Trip Lee, Tedashii, Andy Mineo e Gawvi.
Nel 2008 è la volta di Rebel, mentre nel 2010 pubblica Rehab. Il successivo Rehab: The Overdose è il seguito del precedente ed è stato pubblicato a circa cinque mesi di distanza da questo, precisamente nel gennaio 2011.
Nel 2012 realizza due mixtape con Don Cannon.
Nel settembre 2012 pubblica Gravity, album che raggiunge la terza posizione della classifica Billboard 200. Gravity, disco a cui partecipano artisti come Big K.R.I.T., Mathai, Ashton Jones e altri, si aggiudica inoltre il Grammy Awards 2013 come miglior album gospel.
Nel settembre 2014 pubblica Anomaly, suo settimo album in studio che vede la partecipazione di Crystal Nicole, Kari Jobe, For King & Country e Andy Mineo. Anomaly vince il premio come "Rap/Hip Hop Album of the Year" ai GMA Dove Awards 2015, mentre il brano Messengers ottiene il Grammy nella categoria "Grammy Award for Best Contemporary Christian Music Performance/Song".
Nel gennaio 2016 pubblica il mixtape Church Clothes 3.
Nel maggio 2016 firma un contratto per la Columbia Records, ma continua a pubblicare in unione con la Reach. Al suo ottavo album in studio All Things Work Together, uscito nel settembre 2017, partecipano Ty Dolla Sign, Aha Gazelle, Verse Simmonds, Childish Major, Tori Kelly, Kierra Sheard e altri artisti.
Nel 2018 appare nel film Superfly, mentre l'anno successivo appare in Atto di fede (Breakthrough) nel ruolo di se stesso.
Nel giugno 2018 pubblica un album collaborativo con il produttore di origini tedesche Zaytoven dal titolo Let the Trap Say Amen.
Nell'agosto 2020 pubblica Restoration, un album a cui prendono parte tra gli altri YK Osiris, Marc E. Bassy, John Legend, DaniLeigh e BJ the Chicago Kid.

## Discografia

### Album in studio
- 2004 - Real Talk
- 2006 - After the Music Stops
- 2008 - Rebel
- 2010 - Rehab
- 2011 - Rehab: The Overdose
- 2012 - Gravity
- 2014 - Anomaly
- 2017 - All Things Work Together
- 2018 - Let the Trap Say Amen (con Zaytoven)
- 2020 - Restoration

### EP
- 2012 - Church Clothes

### Mixtape
- 2012 - Church Clothes (con DJ Don Cannon)
- 2013 - Church Clothes Vol. 2 (con DJ Don Cannon)
- 2016 - Church Clothes 3

## Produzione discografica
Come produttore discografico ha prodotto album per Trip Lee, Tedashii e Sho Baraka.

## Premi
Grammy Awards
- 2013 - "Best Gospel Album" per Gravity
- 2015 - "Best Contemporary Christian Music Performance/Song" per Messengers (feat. For King & Country)

GMA Dove Awards
- 2012 - "Rap/Hip hop Album of the Year" per Rehab: The Overdose
- 2012 - "Rap/Hip hop Recorded Song of the Year" per Hallelujah
- 2013 - "Rap/Hip hop Album of the Year" per Gravity
- 2013 - "Rap/Hip hop Recorded Song of the Year" per Tell the World (feat. Mali Music)
- 2015 - "Artist of the Year"
- 2015 - "Rap/Hip-Hop Song of the Year" per All I Need is You
- 2015 - "Rap/Hip-Hop Album Of The Year" per Anomaly
- 2018 - "Short Form Video of the Year" per I'll Find You (featuring Tori Kelly)
- 2019 - "Rap/Hip Hop Recorded Song of the Year" per Fight for Me (Gawvi featuring Lecrae)

Stellar Award
- 2012 - "Rap, Hip hop Gospel CD of the Year" per Rehab: The Overdose
- 2014 - "Rap, Hip hop Gospel CD of the Year" per Gravity
- 2015 - "Rap, Hip hop Gospel CD of the Year" per Anomaly

BET Awards
- 2015 - "Best Gospel Artist"
- 2017 - "Dr. Bobby Jones Best Gospel/Inspirational Award" per Can't Stop Me Now (Destination)
- 2018 - "Dr. Bobby Jones Best Gospel/Inspirational Award" per I'll Find You (featuring Tori Kelly)

Billboard Music Awards
- 2015 - "Top Christian Album" per Anomaly

Soul Train Music Awards
- 2014 - "Best Gospel/Inspirational Song" per Help (Erica Campbell featuring Lecrae)
- 2015 - "Best Gospel/Inspirational Song" per All I Need Is You
- 2017 - "Best Gospel/Inspirational Award"
- 2018 - "Best Gospel/Inspirational Award"